# Сталинградская Мадонна
«Сталинградская Мадонна» (нем. Muttergottes von Stalingrad) — рисунок немецкого военного врача Курта Ройбера, выполненный углём на оборотной стороне советской школьной географической карты в ночь с 24 на 25 декабря 1942 года в окружении под Сталинградом во время завершающего этапа Сталинградской битвы. Хранится в мемориальной церкви кайзера Вильгельма.

## История создания

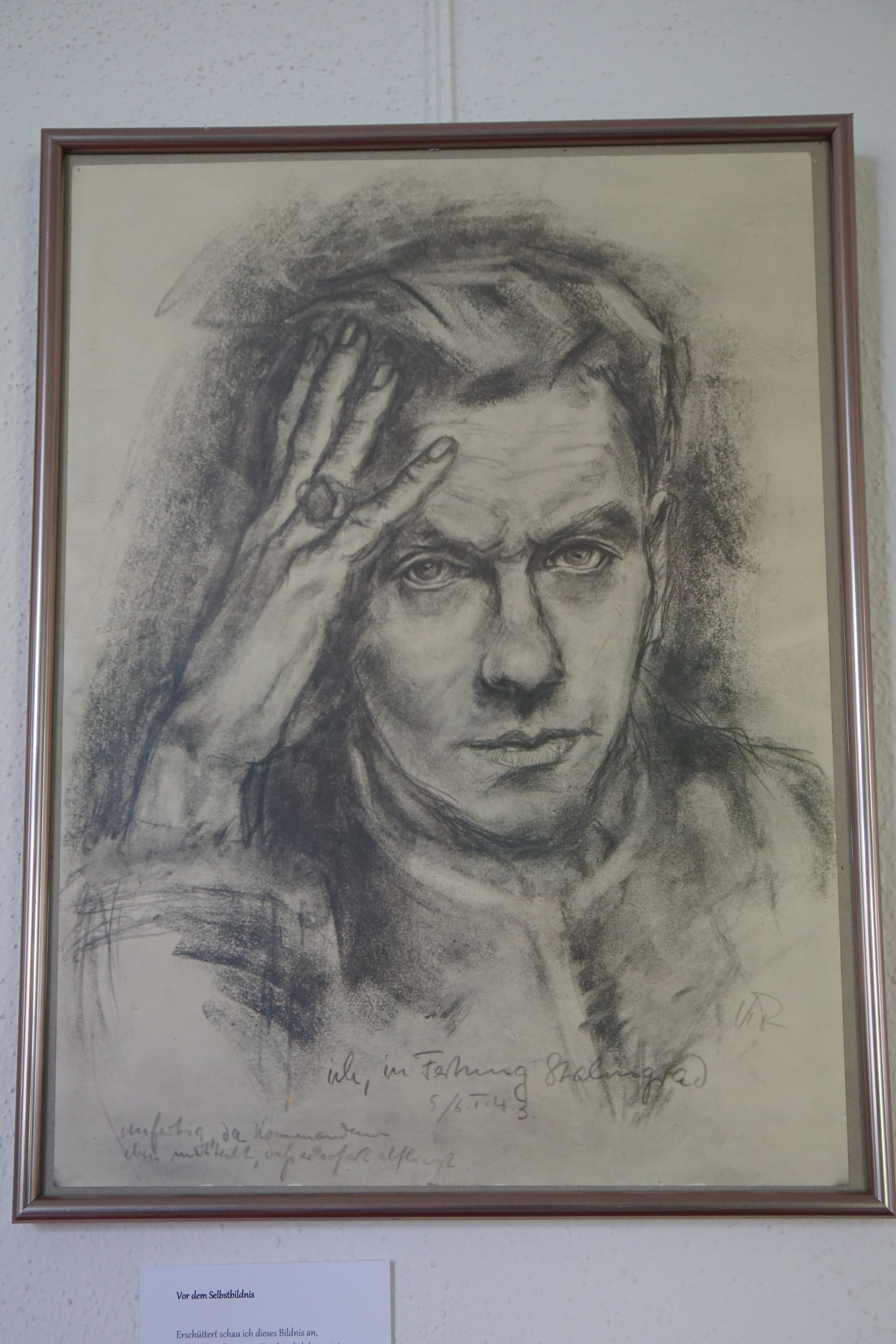
Автопортрет Курта Ройбера, выставленный в

Автор картины Курт Ройбер получил духовное образование и стал священником, а в 1938 году получил медицинское образование на медицинском факультете Гёттингенского университета. Он работал в больнице и в церкви, исполняя обязанности врача и протестантского пастора. В недолгие часы свободного времени он рисовал. В ноябре 1939 года он стал военнослужащим и прошёл путь от ефрейтора санитарной службы в январе 1940 года до капитана медицинской службы в феврале 1942 года. В течение всего срока военной службы Курт Ройбер создавал рисунки карандашом или углём, которые отсылал домой. Известно более 100 сохранившихся работ.
Во время службы на восточном фронте взгляды Ройбера претерпели значительную эволюцию. Летом 1941 года он описывал жителей оккупированной территории как «серую массу без человеческого достоинства, у которой нет сил для обновления». Но уже летом 1942 года в одном из писем он отмечает: «За год участия в русской войне становишься объективнее и справедливее в оценках. Я познакомился с прекрасными людьми… Столько потоков крови и слёз, террора души и тела прокатилось через эту страну…»
В Сталинградской битве Курт Ройбер принимал участие в составе 16-й танковой дивизии в звании капитана медицинской службы на должности старшего врача. В конце 1942 года Ройберу был предоставлен отпуск на родину, из которого он вернулся за два дня до окружения 6-й армии под Сталинградом. Для немецких солдат окружение и дальнейшие события стали тяжёлым физическим и духовным испытанием. В одном из писем он пишет о боях и приводит слова раненого солдата: «Страх, страх, страх без конца… Атаки и контратаки, грохот танков и орудий, вой «катюш», автоматы, гранаты — и все это лицом к лицу… Около меня лежал солдат с оторванной рукой и без носа, у которого хватило сил сказать, что ему теперь не потребуется носовой платок. Я спросил его, что бы он сделал, если бы мог плакать? В ответ — все мы здесь никогда не будем плакать, нас будут оплакивать другие…». В этих условиях блиндаж врача, художника и священника Ройбера стал одним из мест, где солдаты искали не только медицинской помощи, но и духовной. Именно по просьбе сослуживцев Курт Ройбер нарисовал рисунок, получивший название «Сталинградская Мадонна» и позже ставший иконой.
«Сталинградская Мадонна» была нарисована в рождественскую ночь с 24 на 25 декабря 1942 года на обратной стороне части советской школьной географической карты.
В Российском государственном военном архиве хранится записная книжка Курта Ройбера, в которой среди записей есть несколько набросков «Сталинградской Мадонны», последний из них датирован 26 октября 1943 года, когда Ройбер находился в лагере для военнопленных № 97 в Елабуге.
Курт Ройбер умер 20 января 1944 года в лагерном лазарете от абсцесса мозжечка.

## Описание
На листе бумаги (оборотная сторона советской школьной географической карты) изображена сидящая женщина (Богородица), прижимающая к себе и укрывающая широким платком Младенца Иисуса Христа. Голова Матери склонена к головке Ребёнка, глаза закрыты. Правая рука Девы Марии оберегающим жестом прижимает к груди Младенца, левая скрыта под тканью.
Вокруг фигур надписи на немецком языке:
|  | Свет. Жизнь. Любовь. Рождество в «котле». Крепость Сталинград. 1942 |

## Оценки
Автор написал жене: «Пусть Сталинградская Мадонна станет для нас символом того, что после всех наших смертельных переживаний мы хотим любить ещё более горячо и искренне жизнь, понимая — жить можно только тогда, когда она есть: сияюще чистая и нежно тёплая».
Обозреватель газеты «Русская Германия» Яков Черкасский считает, что «в облике „Сталинградской Мадонны“ зримо присутствуют черты тех русских женщин, чьи портреты он создавал до этого».
Кандидат исторических наук М. Ю. Горожанина полагает, что образ Сталинградской Мадонны является «ярким проявлением культурного взаимовлияния двух христианских ветвей». Так же она отмечает, что «этот образ стал
квинтэссенцией надежды на жизнь, стремления к миру, для всех, независимо от национальности, расы и вероисповедания».

## Дальнейшая судьба произведения
Презентация картины оказалась очень своеобразной: в полночь к солдатам обратился командир медсанбата полковник Вильгельм Гроссе (нем. Wilhelm Grosse), после чего была открыта дверь в празднично оформленную комнату в землянке. В центре, приколоченная к деревянному основанию и освещённая свечой, стояла «Сталинградская Мадонна».
Автора впечатлила первая реакция сослуживцев на его незамысловатый рисунок:

Когда открылась дверь и вошли мои товарищи, они остановились как вкопанные в благоговейном молчании, пораженные висящей на глиняной стене картиной, под которой горел огонек на вбитом в земляную стену полене. Весь рождественский праздник прошел под впечатлением рисунка и слов, обрамляющих его: свет, жизнь, любовь.— 
Вскоре начался артобстрел, который длился всю ночь — советские войска использовали все средства для подавления духа окружённых. В ходе обстрела погиб один из солдат, принимавших участие в рождественской вечеринке.
13 января 1943 года «Сталинградская Мадонна» была вывезена из окружения на последнем самолёте в руках друга Ройбера — тяжелораненого полковника Вильгельма Гроссе. Землянка, в которой было нарисовано и некоторое время находилось изображение Мадонны, была уничтожена через неделю прямым попаданием бомбы (доктор Ройбер в это время дежурил в госпитале).
Рисунок был передан в семью Курта Ройбера и в течение многих лет висел в доме дочери Ройбера Утты Толкмитт (нем. Ute Tolkmitt). 26 августа 1983 года по предложению федерального президента Карла Карстенса родственники Курта Ройбера передали рисунок в протестантскую мемориальную церковь кайзера Вильгельма в Берлине, где он находится и сейчас.
Икона стала символом международного взаимопонимания, знаком примирения и партнерства, напоминанием об ужасах войны, о ценности человеческой жизни.
14 ноября 1990 года икона «Сталинградская Мадонна» была освящена церковными иерархами разных христианских конфессий из трёх европейских городов, сильно пострадавших во время Второй мировой войны. В церемонии приняли участие настоятель англиканского Кафедрального собора Ковентри Джон Петти, лютеранский епископ Западного Берлина Мартин Крузе и православный архиепископ Саратовский и Волгоградский Пимен (Хмелевский). В соборе Ковентри икона «Сталинградская Мадонна» хранится в Часовне Тысячелетия.
Копия иконы находится в волгоградском католическом храме Святого Николая и широко почитается среди волгоградских католиков как икона «Дева Мария Примирения». Православные называют икону «Сталинградской Богородицей».
21 ноября 2003 года Волгоградский театр кукол впервые представил на своей сцене кукольный спектакль «Сталинградская Мадонна», который в течение многих лет входит в постоянный репертуар театра.
В 2013 году российский режиссёр и телепродюсер Николай Горячкин снял документальный фильм «Сталинградская Мадонна», получивший в мае 2015 года награду Европейского Центра исторического кино «За духовность, любовь и гуманизм» на фестивале «Золотой Витязь».

## Репродукции
Репродукции и копии находятся в Германии, Австрии, России, Англии.

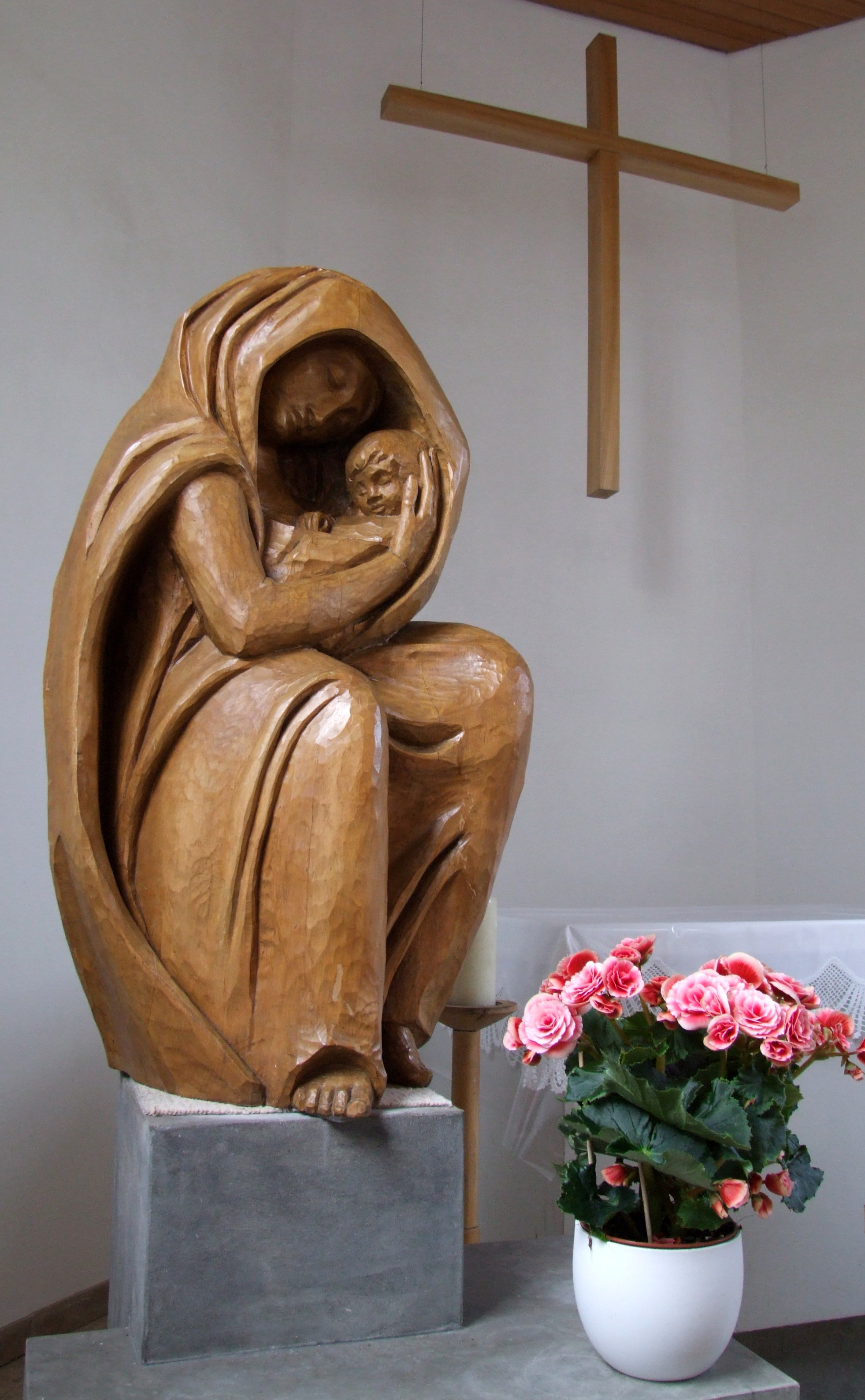
Репродукция в виде деревянной скульптуры в Мариенкапелле в Нидергайльбахе
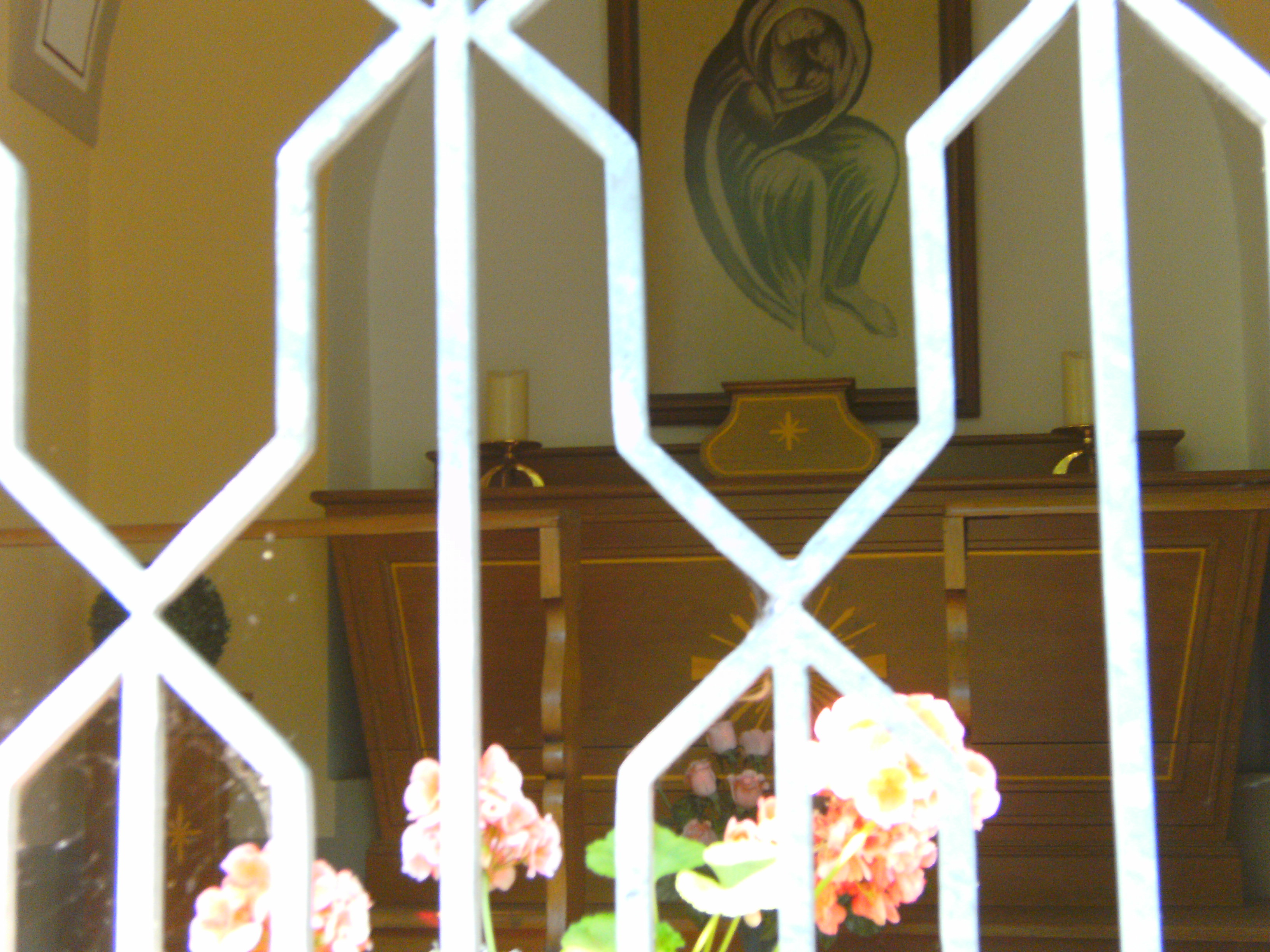
Копия в Меерсбурге
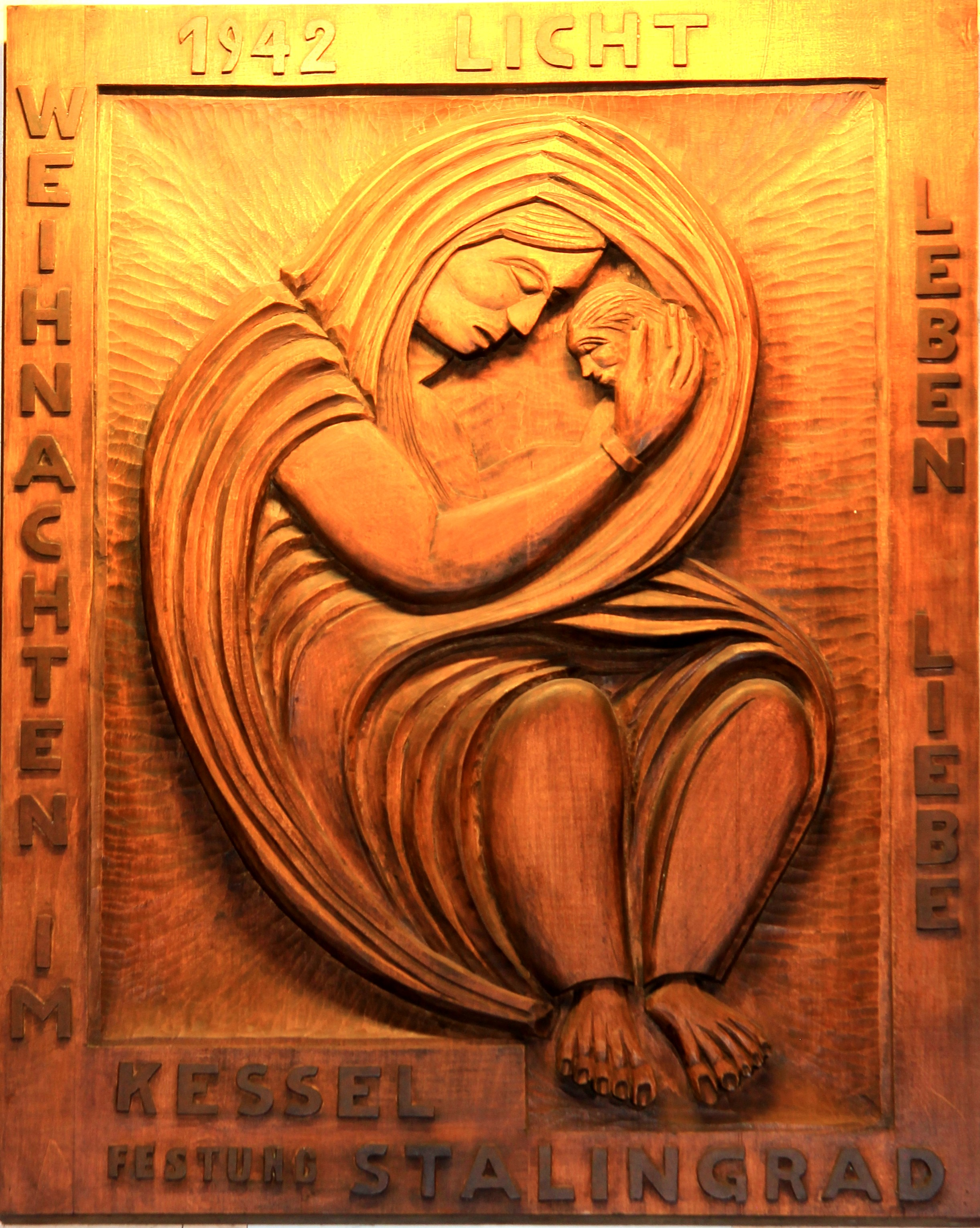
В кирхе св. Стефана, Баден, Нижняя Австрия
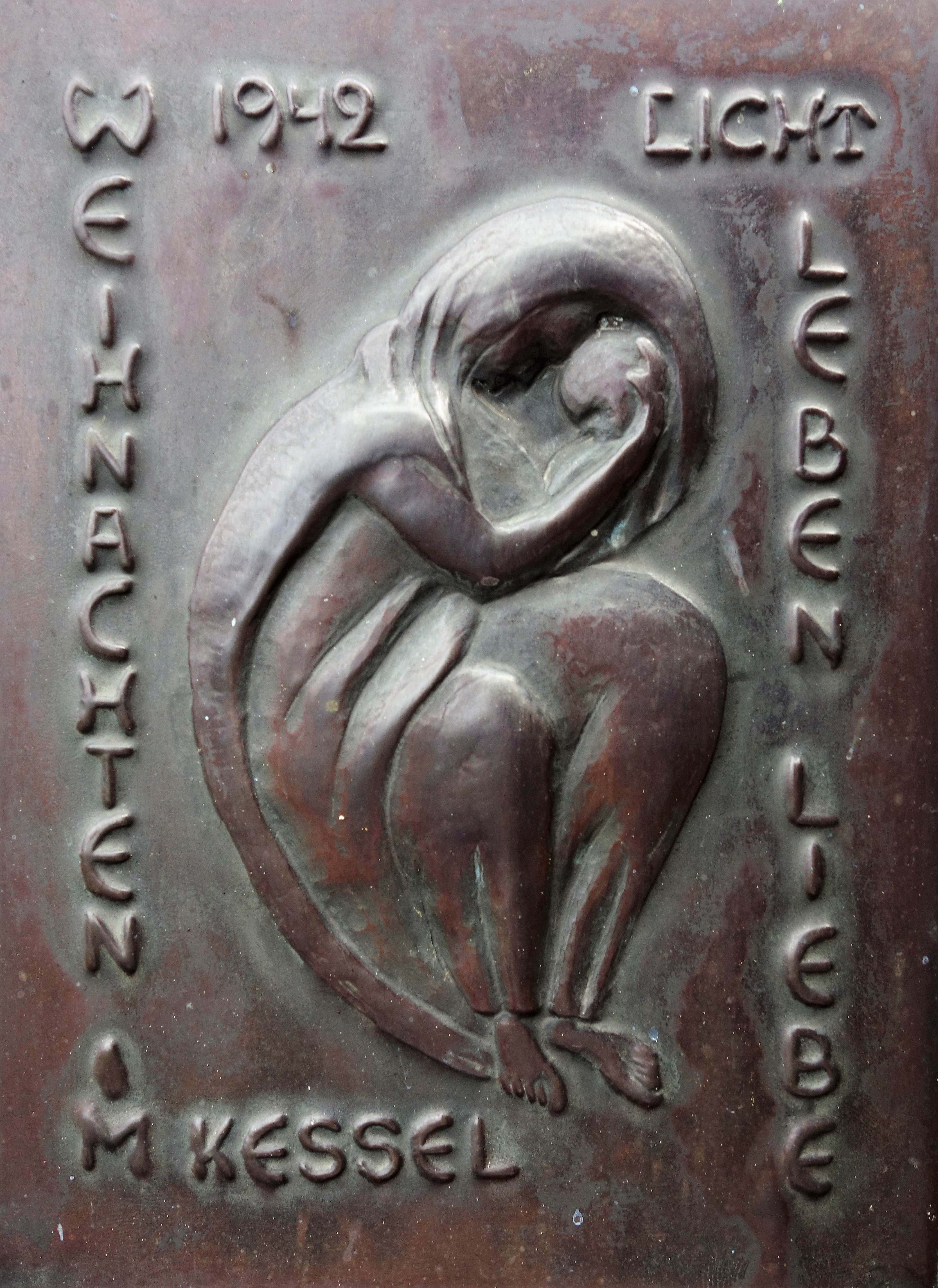
Копия на надгробии Иоганнеса Виллнауэра в Штайре